# Joy (2018)
Joy ist ein österreichischer Spielfilm von Sudabeh Mortezai aus dem Jahr 2018. Premiere war am 30. August 2018 im Rahmen der 75. Filmfestspiele von Venedig, wo der Film in die Sektion Giornate degli Autori eingeladen wurde. Die Österreich-Premiere erfolgte auf der Viennale 2018, am 18. Jänner 2019 kam der Film in die österreichischen Kinos. Im ORF wurde der Film am 4. Juli 2021 erstmals ausgestrahlt.

## Handlung
Joy ist eine junge Frau aus Nigeria, die in Wien als Prostituierte arbeitet. Einerseits möchte sie mit dem dadurch verdienten Geld ihre kleine Tochter und ihre Familie in Nigeria finanziell unterstützen, andererseits muss sie bei Madame, ihrer Zuhälterin, die früher selbst als Prostituierte gearbeitet hatte, ihre Schulden abbezahlen und sich damit von ihr freikaufen. Denn die Reise nach Europa mit Schleppern kostete tausende Euros und muss nun zurückgezahlt werden. Außerdem hat Joy in ihrer Heimat einen Juju-Schwur abgelegt, der es ihr verbietet, ihre Landsleute anzuzeigen. Nachdem die Freiheit in greifbarer Nähe scheint, überantwortet Madame ihr Precious, ein junges nigerianisches Mädchen, das sich nicht mit seinem Schicksal abfinden möchte.
Der Film erzählt von Frauen, die Opfer von Menschenhandel und sexueller Ausbeutung wurden, er nimmt dabei durchgehend deren Perspektive ein und beleuchtet ein System, in dem die Rollen Ausbeuterin, Komplizin und Opfer fließend ineinander übergehen.

## Produktion und Hintergrund
Gedreht wurde der Film vom 10. August 2017 bis zum 29. Jänner 2018 in Wien und Nigeria. Unterstützt wurde er vom Österreichischen Filminstitut und dem Filmfonds Wien, beteiligt war der ORF. Produziert wurde der Film von der österreichischen FreibeuterFilm. Für das Szenenbild zeichnete Julia Libiseller verantwortlich, für das Kostümbild Carola Pizzini und für den Ton Atanas Tcholakov.

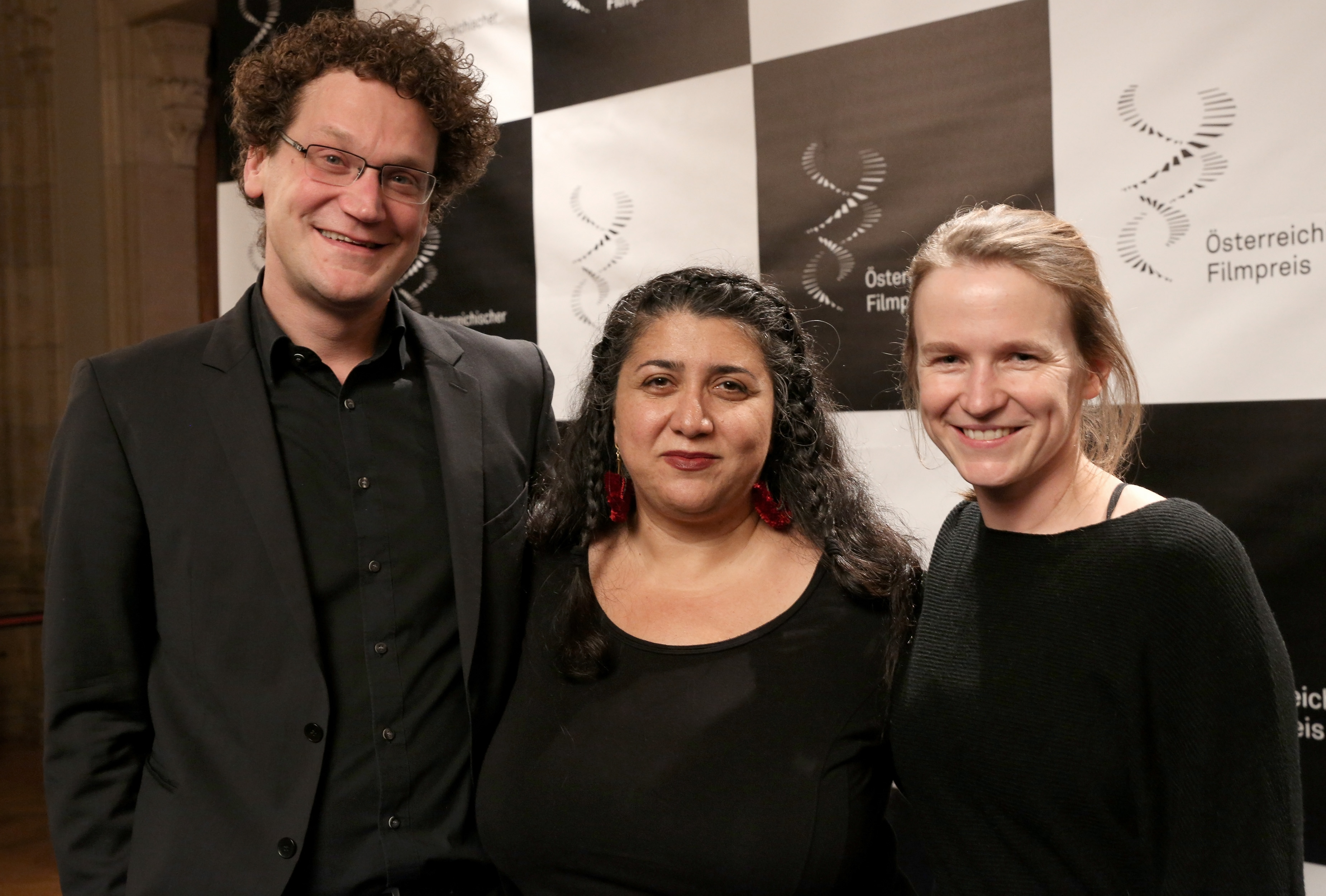
Sudabeh Mortezai und die Produzenten Sabine Moser und Oliver Neumann (2015)

Der Film ist der zweite Spielfilm von Sudabeh Mortezai nach Macondo (2014). Für ihre Recherchen zum Film reiste die Regisseurin unter anderem nach Benin City, besuchte einen Juju-Priester und sprach mit Familien, deren Töchter in Europa leben. In Wien recherchierte sie bei Ämtern, Nichtregierungsorganisationen, der Polizei und in der nigerianischen Community. Anstoß zu ihrem Projekt war das Sachbuch Ware Frau. Auf den Spuren moderner Sklaverei von Afrika nach Europa von Mary Kreutzer und Corinna Milborn.
Im Mai 2019 wurde der Film ins Angebot von Netflix aufgenommen.
Der Film wurde als österreichischer Kandidat für den besten internationalen Film für die Oscarverleihung 2020 ausgewählt, wurde jedoch wegen zu vieler englischer Passagen disqualifiziert. Bewerben durften sich nach den Regeln der Akademie nur Werke, deren Dialoge großteils nicht auf Englisch sind.
2020 wurde der Film im Rahmen der Edition österreichischer Film von Hoanzl und dem Standard auf DVD veröffentlicht.

## Rezeption
Matthias Greuling schrieb in der Wiener Zeitung, der Film biete einen tiefen Einblick in eine Welt, von der man wenig weiß. Aus langen Recherchen und Kontakten mit Aussteigerinnen und aktiv tätigen Prostituierten „spinnt Mortezai ein beklemmendes und packendes Porträt eines Systems, das von Menschenhandel, Missbrauch und Ausbeutung lebt und für zehntausende Frauen die beinharte Lebensrealität darstellt. Ihre durchwegs von Laien gespielten Figuren behandelt Mortezai liebevoll und mit großem Respekt. So, wie sie es auch verdienen.“
Nancy Nenno führt in ihrer Besprechung für H-Black-Europe die moralische Ambiguität des Films und seine Weigerung, die Frauen zu beurteilen, als Stärke an. Sie stellt jedoch in Frage, ob die explizite visuelle Darstellung des Juju-Rituals zu Beginn des Films notwendig gewesen wäre oder ob sie nicht vielmehr einen voyeuristischen Exotismus befördere, der die Identifikation der Zuschauer und Zuschauerinnen mit den Sexarbeiterinnen behindere. Es besteht für Nenno jedoch kein Zweifel daran, dass der Film einen wichtigen Beitrag zur europäischen Debatte über Migration darstellt.

## Auszeichnungen und Nominierungen (Auswahl)

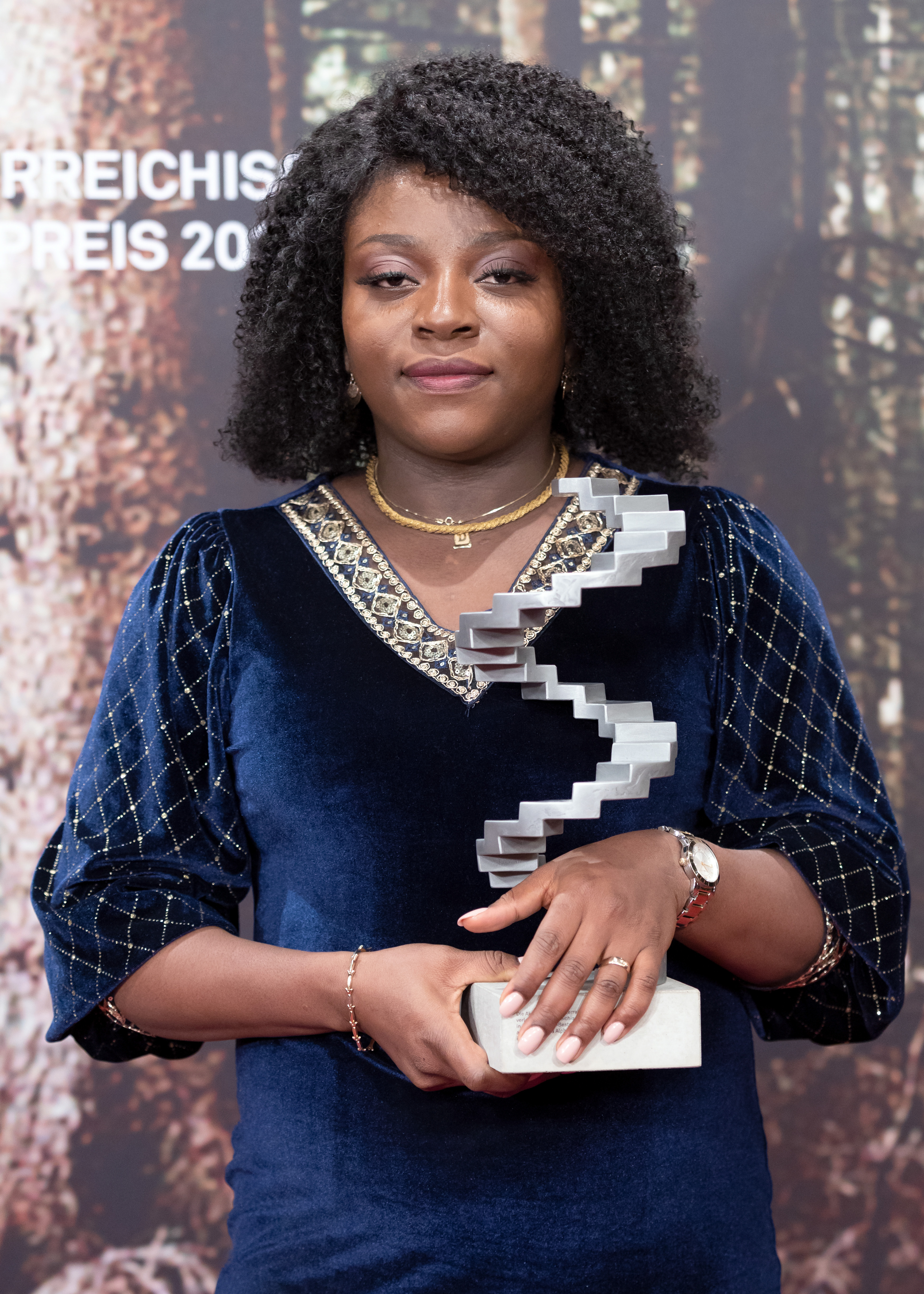
Joy Alphonsus (Österreichischer Filmpreis 2020)

Internationale Filmfestspiele von Venedig 2018 – Sektion Giornate degli Autori
- Europa Cinemas Label – Best European Film[18][19]
- Hearst Film Award – Best Female Director[20][19]

London Film Festival 2018
- Auszeichnung als bester Film[21][22]

Chicago International Film Festival 2018
- Auszeichnung mit dem Silver Hugo Special Jury Prize[23]

Viennale 2018
- Wiener Filmpreis[24]

Internationales Filmfestival Marrakesch 2018
- Hauptpreis[25]

Filmfestival Max Ophüls Preis 2019
- Preis für den gesellschaftlich relevanten Film
- Bester Schauspielnachwuchs (Joy Alphonsus)

Diagonale 2019
- Nominierung für den Thomas-Pluch-Drehbuchpreis (Hauptpreis und Spezialpreis der Jury; Sudabeh Mortezai)
- Schauspielpreis für Joy Alphonsus[27]
- Diagonale-Preis Kostümbild – Bestes Kostümbild Spielfilm (Carola Pizzini)[28]

Schnitt-Preis 2019
- Nominierung für den Filmstiftung NRW Schnitt Preis Spielfilm (Oliver Neumann)[29]

Österreichischer Kandidat für den besten internationalen Film für die Oscarverleihung 2020 (Disqualifiziert wegen eines zu hohen Sprachanteils in Englisch)
Österreichischer Filmpreis 2020
- Auszeichnung in der Kategorie Bester Spielfilm (Oliver Neumann, Sabine Moser, Sudabeh Mortezai)[32][33][34]
- Auszeichnung in der Kategorie Beste weibliche Darstellerin (Joy Anwulika Alphonsus)
- Auszeichnung in der Kategorie Beste Regie (Sudabeh Mortezai)
- Auszeichnung in der Kategorie Bestes Drehbuch (Sudabeh Mortezai)
- Nominierung in der Kategorie Beste Kamera (Klemens Hufnagl)
- Nominierung in der Kategorie Bestes Kostümbild (Carola Pizzini)

Der Papierene Gustl 2020
- Auszeichnung  als bester österreichischer Film[35]